# Emäsalo
L'île Emäsalo (en suédois Emsalö) est une île du Sud de la Finlande dans la province d'Uusimaa, située dans la municipalité de Porvoo.

## Géographie
Elle s'étend sur 13 km de longueur et 5 km de largeur. Il y a quatre villages sur l'île : Emsalö By, Orrby, Bengstby et Varlax. A Bengstby, le plus important, se trouve une poste et une épicerie.
Verlax a une station météorologique ainsi qu'un poste de surveillance maritime.

## Histoire
Depuis 1992, l'île est relié au continent par un pont de 378 mètres de longueur et culminant à 17,5 mètres de hauteur.